# 31642 Soyounchoi
31642 Soyounchoi è un asteroide della fascia principale. Scoperto nel 1999, presenta un'orbita caratterizzata da un semiasse maggiore pari a 2,6776938 UA e da un'eccentricità di 0,1433282, inclinata di 1,39711° rispetto all'eclittica.